# Lista de prêmios e indicações recebidos por Jennifer Lopez

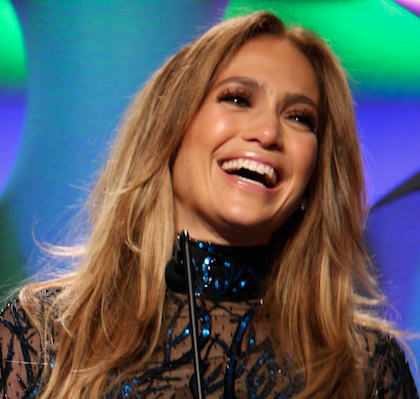
Jennifer Lopez no GLAAD Media Awards, em 2014.

Jennifer Lopez é uma cantora, compositora, autora, dançarina, atriz, designer de moda, produtora e empresária estadunidense, de ascendência porto-riquenha. Jennifer começou sua carreira como dançarina, trabalhando com Janet Jackson e como Fly Girl no programa de televisão "In Living Color". No cinema, seu primeiro papel notável veio em 1995 no filme "Minha Família" e em seguida se tornou a primeira atriz latina em Hollywood a receber mais de 1 milhão de dólares por um papel; "Selena". Na música, lançou seu primeiro single e álbum de estúdio em 1999 com a Work Records, mas mudou de gravadora diversas vezes: lançou seu segundo álbum até o sexto com a Epic Records, o sétimo com a Island Records, o oitavo com a Capitol Records e retornou para a Epic. Em sua música, já utilizou influências de pop, dance, latin music, hip hop, R&B, EDM e funk music. No cinema e televisão, atuou nos gêneros suspense, drama, ação, aventura, mistério, fantasia, ficção científica, policial, terror, musical, romance e comédia. 
"J.Lo", como costuma ser chamada, vendeu cerca de 80 milhões de álbuns mundialmente, arrecadou mais de 3 bilhões de dólares no cinema e 2 bilhões de dólares com sua linha de perfumes, emplacou 10 músicas no Top 10 da Billboard Hot 100, sendo 8 no Top 5 e 4 no topo, e é considerada uma das artistas mais poderosas e influentes do mundo. Em 1998, foi indicada como Melhor Atriz no Globo de Ouro por seu papel em "Selena". Suas canções "Waiting for Tonight" e "Let's Get Loud" receberam uma indicação cada para a categoria Melhor Gravação Dance no Grammy Awards, que considera Lopez a latina mais influente de todos os tempos. Em 2000 e 2001, foi eleita a mulher mais sexy do mundo pela FHM. Em 2006, recebeu o Crystal Award no Women in Film Crystal + Lucy Awards por ajudar a expandir o papel da mulher na indústria do entretenimento. Em 2007, Lopez recebeu no Festival Internacional de Cinema de Berlim o prêmio Artists for Amnesty por estrelar e produzir "Cidade do Silêncio", um filme que "examina os crescentes casos de centenas de assassinatos de mulheres em cidades fronteiriças no México". 
Em 2010, foi honrada no World Music Awards com o prêmio Legend Award por sua contribuição às artes. Em 2011, recebeu pela segunda vez em sua carreira o prêmio "Mulher do Ano" no Glamour Awards e foi eleita a mulher mais bonita do mundo pela revista People. Em 2012, foi eleita a celebridade mais poderosa do mundo pela Forbes e recebeu da UNESCO um prêmio por trabalho filantrópico com sua instituição de caridade Lopez Family Foundation. Em 2013, ganhou uma estrela na Calçada da Fama na categoria fonográfica e o World Icon Award no Premios Juventud. Em 2014, recebeu da Variety o Power of Woman Award pelo empoderamento feminino de sua instituição de caridade, o Vanguard Award no GLAAD Media Awards por seu apoio à comunidade LGBT e foi homenageada no Billboard Music Awards, onde se tornou a primeira mulher na história e quarta pessoa no geral a receber o Billboard Icon Award, com depoimentos de vários artistas de peso a parabenizando por sua influência artística e pelo prêmio. Em 2015, recebeu o Hero Award no Radio Disney Music Awards por todo o seu trabalho humanitário. Em 2017, foi honrada no Billboard Latin Music Awards com o Telemundo Star Award. Em 2018, entrou na seção Ícones da lista das 100 pessoas mais influentes do mundo da TIME Magazine, com artigo escrito pela atriz Kerry Washington, e recebeu no MTV Video Music Awards o Michael Jackson Video Vanguard Award em homenagem à sua videografia, se tornando a primeira artista de origem latina a receber a honra. Em 2019, venceu o prestigiado prêmio Fashion Icon no CFDA Fashion Awards por sua influência na moda.
Em 2020, venceu o Spotlight Award no Festival Internacional de Cinema de Palm Springs e recebeu sua segunda indicação ao Globo de Ouro, dessa vez por Melhor Atriz Coadjuvante em "As Golpistas", além de suas primeiras indicações nos prestigiados Critics' Choice Awards, SAG Awards e também no Emmy por seu show de intervalo no Super Bowl. Lopez também foi honrada com o Rita Moreno Lifetime Achievement Award pela Latino Entertainment Journalists Association e com o Icon Award nos People's Choice Awards e Billboard Women in Music. Em 2021, recebeu o prêmio "Artista Latina de Turnê da Década" no Pollstar Awards. Em 2022, foi honrada com o Icon Award no iHeartRadio Music Awards por sua carreira musical e com o Generation Award no MTV Movie Awards por sua carreira cinematográfica. Em 2023, recebeu o Icon Award no Elle's Women in Hollywood Awards. Em 2024, Lopez foi homenageada com o Premio Orgullo no Hispanic Federation Annual Gala como símbolo de orgulho para a comunidade hispânica por seu impacto e representatividade. Em 2025, o Festival Internacional de Cinema de Palm Springs a homenageou com o Legend & Groundbreaker Award por sua carreira e trabalho no filme "Imparável".

## Adweek
| Ano  | Recipiente     | Categoria                     | Resultado |
| ---- | -------------- | ----------------------------- | --------- |
| 2021 | Jennifer Lopez | Visionária de Negócios do Ano | Venceu    |

## American Latino Media Arts Awards
| Ano  | Recipiente                               | Categoria                                                               | Resultado |
| ---- | ---------------------------------------- | ----------------------------------------------------------------------- | --------- |
| 1996 | Assalto sobre Trilhos e Jack             | Atriz de Destaque em Cinema                                             | Indicado  |
| 1998 | Selena e Anaconda                        | Atriz de Destaque em Cinema                                             | Venceu    |
| 1999 | Irresistível Paixão                      | Atriz de Destaque em Cinema                                             | Venceu    |
| 2000 | Jennifer Lopez                           | Performer de Destaque em Vídeo Musical                                  | Venceu    |
| 2000 | Jennifer Lopez                           | Artista Feminina do Ano                                                 | Venceu    |
| 2001 | Jennifer Lopez                           | Entertainer do Ano                                                      | Venceu    |
| 2001 | Primeiro Grammy Latino                   | Apresentadora de Destaque em Especial de Variedades ou Premiação        | Indicado  |
| 2002 | Olhar de Anjo                            | Atriz de Destaque em Cinema                                             | Indicado  |
| 2002 | Jennifer Lopez: Let's Get Loud           | Performance de Destaque em um Especial de Música, Variedades ou Comédia | Indicado  |
| 2002 | J.Lo                                     | Álbum do Ano                                                            | Indicado  |
| 2002 | Love Don't Cost a Thing                  | Vídeo Musical de Destaque                                               | Venceu    |
| 2002 | Jennifer Lopez                           | Artista Feminina Favorita                                               | Indicado  |
| 2006 | Jennifer Lopez                           | Artista Feminina Favorita                                               | Indicado  |
| 2008 | El Cantante                              | Performance de Destaque por um Protagonista/Elenco Latino               | Indicado  |
| 2011 | American Idol                            | Personalidade Favorita em Reality                                       | Indicado  |
| 2011 | Jennifer Lopez                           | Artista Feminina Favorita                                               | Indicado  |
| 2012 | Jennifer Lopez                           | Artista Feminina Favorita                                               | Indicado  |
| 2012 | American Idol                            | Personalidade Favorita em Reality                                       | Indicado  |
| 2012 | O Que Esperar Quando Você Está Esperando | Atriz Favorita - Comédia ou Musical                                     | Indicado  |

## American Music Awards
| Ano             | Recipiente     | Categoria                                | Resultado |
| --------------- | -------------- | ---------------------------------------- | --------- |
| 2000            | Jennifer Lopez | Artista Feminina de Pop/Rock Favorita    | Indicado  |
| 2000            | Jennifer Lopez | Artista Latino Favorito                  | Indicado  |
| 2002            | Jennifer Lopez | Artista Feminina de Hip-Hop/R&B Favorita | Indicado  |
| 2003 (janeiro)  | Jennifer Lopez | Artista Feminina de Hip-Hop/R&B Favorita | Indicado  |
| 2003 (novembro) | Jennifer Lopez | Artista Feminina de Pop/Rock Favorita    | Venceu    |
| 2007            | Jennifer Lopez | Artista Latino Favorito                  | Venceu    |
| 2011            | Jennifer Lopez | Artista Latino Favorito                  | Venceu    |

## American Society of Cinematographers
| Ano  | Recipiente | Categoria         | Resultado |
| ---- | ---------- | ----------------- | --------- |
| 2025 | Rebound    | Melhor Videoclipe | Indicado  |

## amfAR
| Ano  | Recipiente     | Categoria   | Resultado |
| ---- | -------------- | ----------- | --------- |
| 2013 | Jennifer Lopez | Humanitária | Venceu    |

## ARIA Music Awards
| Ano  | Recipiente     | Categoria                          | Resultado |
| ---- | -------------- | ---------------------------------- | --------- |
| 2011 | Jennifer Lopez | Artista Internacional Mais Popular | Indicado  |

## ASCAP Pop Music Awards
| Ano  | Recipiente                            | Categoria                 | Resultado |
| ---- | ------------------------------------- | ------------------------- | --------- |
| 2004 | All I Have (com LL Cool J)            | Canções Mais Reproduzidas | Venceu    |
| 2015 | Adrenalina (com Wisin e Ricky Martin) | Canções Mais Reproduzidas | Venceu    |
| 2018 | Ni tú ni yo (com Gente de Zona)       | Canções Mais Reproduzidas | Venceu    |

## Austin Film Critics Association
| Ano  | Recipiente   | Categoria                | Resultado |
| ---- | ------------ | ------------------------ | --------- |
| 2020 | As Golpistas | Melhor Atriz Coadjuvante | Venceu    |

## Bambi Awards
| Ano  | Recipiente     | Categoria                            | Resultado |
| ---- | -------------- | ------------------------------------ | --------- |
| 2000 | Jennifer Lopez | Melhor Performance Pop Internacional | Venceu    |

## Best Of Las Vegas
| Ano  | Recipiente                 | Categoria                             | Resultado |
| ---- | -------------------------- | ------------------------------------- | --------- |
| 2016 | Jennifer Lopez: All I Have | Melhor Produção                       | Venceu    |
| 2016 | Jennifer Lopez: All I Have | Melhor Performer Residente            | Indicado  |
| 2017 | Jennifer Lopez: All I Have | Melhor Festa de Despedida de Solteiro | Indicado  |

## Billboard Awards

### Billboard Latin Music Awards
| Ano  | Recipiente                             | Categoria                           | Resultado |
| ---- | -------------------------------------- | ----------------------------------- | --------- |
| 2000 | No Me Ames (com Marc Anthony)          | Canção Latina do Ano                | Indicado  |
| 2000 | No Me Ames (com Marc Anthony)          | Canção Tropical/Salsa do Ano        | Indicado  |
| 2000 | No Me Ames (com Marc Anthony)          | Melhor Duo Vocal                    | Venceu    |
| 2002 | Play                                   | Canção Dance Club Latina do Ano     | Indicado  |
| 2002 | I'm Real                               | Single Latino Dance do Ano          | Indicado  |
| 2002 | Amor Se Paga Con Amor                  | Single Latino Dance do Ano          | Venceu    |
| 2003 | Alive (Thunderpuss Club Mix)           | Single Dance Latino Mais Vendido    | Venceu    |
| 2004 | I'm Glad (Paul Oakenfold Remix)        | Single Dance Latino Mais Vendido    | Venceu    |
| 2008 | Qué hiciste                            | Canção Latina Airplay Pop do Ano    | Indicado  |
| 2008 | Qué hiciste                            | Canção Feminina Dance Club do Ano   | Indicado  |
| 2008 | Como Ama Una Mujer                     | Álbum Latino do Ano                 | Indicado  |
| 2008 | Como Ama Una Mujer                     | Álbum Latino Pop Feminino do Ano    | Venceu    |
| 2012 | Ven a Bailar (com Pitbull)             | Melhor Canção Pop Latina            | Indicado  |
| 2012 | Ven a Bailar (com Pitbull)             | Música do Ano                       | Indicado  |
| 2012 | Jennifer Lopez                         | Melhor Artista Feminina             | Indicado  |
| 2013 | Jennifer Lopez                         | Melhor Artista Feminina             | Indicado  |
| 2013 | Follow The Leader (com Wisin & Yandel) | Canção de Streaming                 | Indicado  |
| 2013 | Enrique Iglesias & Jennifer Lopez Tour | Turnê do Ano                        | Venceu    |
| 2015 | Adrenalina (com Wisin e Ricky Martin)  | Canção Rítmica Latina               | Indicado  |
| 2016 | Jennifer Lopez                         | Artista Feminina da Hot Latin Songs | Indicado  |
| 2017 | Jennifer Lopez                         | Artista Feminina da Hot Latin Songs | Indicado  |
| 2017 | Jennifer Lopez                         | Prêmio Estrela Telemundo            | Venceu    |
| 2017 | Jennifer Lopez                         | Artista Social                      | Venceu    |
| 2018 | Jennifer Lopez                         | Artista Social                      | Indicado  |
| 2018 | Jennifer Lopez                         | Artista Feminina da Hot Latin Songs | Indicado  |
| 2019 | Jennifer Lopez                         | Artista Feminina da Hot Latin Songs | Indicado  |
| 2019 | Jennifer Lopez: All I Have             | Turnê do Ano                        | Indicado  |
| 2020 | It's My Party Tour                     | Turnê do Ano                        | Venceu    |

### Billboard Music Awards
| Ano  | Recipiente     | Categoria                 | Resultado |
| ---- | -------------- | ------------------------- | --------- |
| 1999 | Jennifer Lopez | Melhor Artista Novo       | Indicado  |
| 2001 | Jennifer Lopez | Artista de Singles do Ano | Indicado  |
| 2001 | Jennifer Lopez | Artista do Ano            | Indicado  |
| 2001 | Jennifer Lopez | Artista Feminina do Ano   | Indicado  |
| 2002 | Jennifer Lopez | Artista Feminina do Ano   | Indicado  |
| 2014 | Jennifer Lopez | Prêmio Ícone Billboard    | Venceu    |

### Billboard Women in Music
| Ano  | Recipiente     | Categoria    | Resultado |
| ---- | -------------- | ------------ | --------- |
| 2020 | Jennifer Lopez | Prêmio Ícone | Venceu    |

## Blockbuster Entertainment Awards
| Ano  | Recipiente | Categoria                           | Resultado |
| ---- | ---------- | ----------------------------------- | --------- |
| 1998 | Anaconda   | Atriz Favorita - Ação e Aventura    | Indicado  |
| 2000 | On the 6   | Artista Revelação Feminina Favorita | Indicado  |
| 2001 | A Cela     | Atriz Favorita - Ficção Científica  | Venceu    |

## BMI Awards
| Ano  | Recipiente                                     | Categoria          | Resultado |
| ---- | ---------------------------------------------- | ------------------ | --------- |
| 2000 | If You Had My Love                             | Canções Vencedoras | Venceu    |
| 2001 | Waiting for Tonight                            | Canções Vencedoras | Venceu    |
| 2002 | Love Don't Cost a Thing                        | Canções Vencedoras | Venceu    |
| 2002 | Play                                           | Canções Vencedoras | Venceu    |
| 2003 | I'm Real (com Ja Rule)                         | Canções Vencedoras | Venceu    |
| 2003 | Ain't It Funny (com Ja Rule)                   | Canções Vencedoras | Venceu    |
| 2004 | All I Have (com LL Cool J)                     | Canções Vencedoras | Venceu    |
| 2004 | Jenny from the Block (com Jadakiss e Styles P) | Canções Vencedoras | Venceu    |
| 2005 | I'm Glad                                       | Canções Vencedoras | Venceu    |
| 2006 | Get Right                                      | Canções Vencedoras | Venceu    |
| 2012 | On the Floor (com Pitbull)                     | Canções Vencedoras | Venceu    |
| 2016 | Adrenalina (com Wisin e Ricky Martin)          | Canções Vencedoras | Venceu    |
| 2020 | Dinero (com DJ Khaled e Cardi B)               | Canções Vencedoras | Venceu    |

## Bravo Otto
| Ano  | Recipiente     | Categoria        | Resultado |
| ---- | -------------- | ---------------- | --------- |
| 2000 | Jennifer Lopez | Cantora Feminina | Indicado  |
| 2000 | Jennifer Lopez | Atriz Feminina   | Indicado  |
| 2001 | Jennifer Lopez | Atriz Feminina   | Indicado  |
| 2002 | Jennifer Lopez | Atriz Feminina   | Venceu    |

## Brit Awards
| Ano  | Recipiente     | Categoria                           | Resultado |
| ---- | -------------- | ----------------------------------- | --------- |
| 2000 | Jennifer Lopez | Artista Solo Feminina Internacional | Indicado  |
| 2000 | Jennifer Lopez | Melhor Revelação Internacional      | Indicado  |

## Calçada da Fama
| Ano  | Recipiente     | Categoria           | Resultado |
| ---- | -------------- | ------------------- | --------- |
| 2013 | Jennifer Lopez | Estrela Fonográfica | Venceu    |

## CFDA Fashion Awards
| Ano  | Recipiente     | Categoria     | Resultado |
| ---- | -------------- | ------------- | --------- |
| 2019 | Jennifer Lopez | Ícone Fashion | Venceu    |

## Critics' Choice Awards
| Ano  | Recipiente   | Categoria                | Resultado |
| ---- | ------------ | ------------------------ | --------- |
| 2020 | As Golpistas | Melhor Atriz Coadjuvante | Indicado  |

## Dorian Awards
| Ano  | Recipiente                                 | Categoria                        | Resultado |
| ---- | ------------------------------------------ | -------------------------------- | --------- |
| 2016 | O Garoto da Casa ao Lado                   | Campy Flick do Ano               | Indicado  |
| 2020 | Super Bowl LIV Halftime Show (com Shakira) | Melhor Performance Musical na TV | Indicado  |
| 2020 | As Golpistas                               | Filme do Ano                     | Indicado  |
| 2020 | As Golpistas                               | Melhor Atriz Coadjuvante         | Venceu    |

## Echo Awards
| Ano  | Recipiente                 | Categoria                      | Resultado |
| ---- | -------------------------- | ------------------------------ | --------- |
| 2000 | On the 6                   | Revelação Internacional do Ano | Indicado  |
| 2002 | J.Lo                       | Artista Internacional do Ano   | Indicado  |
| 2012 | On the Floor (com Pitbull) | Hit do Ano                     | Indicado  |

## Elle's Women in Hollywood Awards
| Ano  | Recipiente     | Categoria    | Resultado |
| ---- | -------------- | ------------ | --------- |
| 2023 | Jennifer Lopez | Prêmio Ícone | Venceu    |

## Emmy Awards
| Ano  | Recipiente                                 | Categoria                               | Resultado |
| ---- | ------------------------------------------ | --------------------------------------- | --------- |
| 2020 | Super Bowl LIV Halftime Show (com Shakira) | Melhor Especial de Variedades (Ao Vivo) | Indicado  |

## Empire Awards
| Ano  | Recipiente          | Categoria    | Resultado |
| ---- | ------------------- | ------------ | --------- |
| 1999 | Irresistível Paixão | Melhor Atriz | Indicado  |

## Entertainment Tonight
| Ano  | Recipiente     | Categoria    | Resultado |
| ---- | -------------- | ------------ | --------- |
| 2015 | Jennifer Lopez | Prêmio Ícone | Venceu    |

## Festival Internacional de Cinema de Berlim
| Ano  | Recipiente         | Categoria                                           | Resultado |
| ---- | ------------------ | --------------------------------------------------- | --------- |
| 2007 | Cidade do Silêncio | Prêmio Amnesty International - Artistas por Anistia | Venceu    |

## Festival Internacional de Cinema de Palm Springs
| Ano  | Recipiente   | Categoria                     | Resultado |
| ---- | ------------ | ----------------------------- | --------- |
| 2020 | As Golpistas | Prêmio Spotlight              | Venceu    |
| 2025 | Imparável    | Prêmio Legend & Groundbreaker | Venceu    |

## FHM
| Ano  | Recipiente     | Categoria                              | Resultado |
| ---- | -------------- | -------------------------------------- | --------- |
| 1999 | Jennifer Lopez | Mulheres Mais Sexys do Mundo           | 32° lugar |
| 2000 | Jennifer Lopez | Mulheres Mais Sexys do Mundo           | 1° lugar  |
| 2001 | Jennifer Lopez | Mulheres Mais Sexys do Mundo           | 1° lugar  |
| 2002 | Jennifer Lopez | Mulheres Mais Sexys do Mundo           | 4° lugar  |
| 2003 | Jennifer Lopez | Mulheres Mais Sexys do Mundo           | 6° lugar  |
| 2004 | Jennifer Lopez | Mulheres Mais Sexys do Mundo           | 7° lugar  |
| 2005 | Jennifer Lopez | Mulheres Mais Sexys do Mundo           | 22° lugar |
| 2006 | Jennifer Lopez | Mulheres Mais Sexys do Mundo           | 43° lugar |
| 2012 | Jennifer Lopez | Mulheres Mais Sexys do Mundo           | 61° lugar |
| 2014 | Jennifer Lopez | Mulheres Mais Sexys de Todos os Tempos | 2° lugar  |
| 2015 | Jennifer Lopez | Mulheres Mais Sexys do Mundo           | 95° lugar |
| 2016 | Jennifer Lopez | Mulheres Mais Sexys do Mundo           | 23° lugar |

## FiFi Awards
| Ano  | Recipiente           | Categoria                 | Resultado |
| ---- | -------------------- | ------------------------- | --------- |
| 2002 | Jennifer Lopez       | Estrela de Perfume do Ano | Venceu    |
| 2003 | Jennifer Lopez       | Estrela de Perfume do Ano | Venceu    |
| 2004 | Still Jennifer Lopez | Top 10 - Feminino: Luxo   | Indicado  |

## Forbes
| Ano  | Recipiente     | Categoria                            | Resultado |
| ---- | -------------- | ------------------------------------ | --------- |
| 2001 | Jennifer Lopez | Celebridades Mais Poderosas do Mundo | 34° lugar |
| 2002 | Jennifer Lopez | Celebridades Mais Poderosas do Mundo | 12° lugar |
| 2003 | Jennifer Lopez | Celebridades Mais Poderosas do Mundo | 5° lugar  |
| 2005 | Jennifer Lopez | Celebridades Mais Poderosas do Mundo | 24° lugar |
| 2006 | Jennifer Lopez | Celebridades Mais Poderosas do Mundo | 59° lugar |
| 2008 | Jennifer Lopez | Celebridades Mais Poderosas do Mundo | 54° lugar |
| 2011 | Jennifer Lopez | Celebridades Mais Poderosas do Mundo | 50° lugar |
| 2012 | Jennifer Lopez | Celebridades Mais Poderosas do Mundo | 1° lugar  |
| 2013 | Jennifer Lopez | Celebridades Mais Poderosas do Mundo | 12° lugar |
| 2014 | Jennifer Lopez | Celebridades Mais Poderosas do Mundo | 34° lugar |
| 2015 | Jennifer Lopez | Celebridades Mais Poderosas do Mundo | 94° lugar |
| 2016 | Jennifer Lopez | Celebridades Mais Poderosas do Mundo | 68° lugar |
| 2017 | Jennifer Lopez | Celebridades Mais Poderosas do Mundo | 66° lugar |
| 2018 | Jennifer Lopez | Celebridades Mais Poderosas do Mundo | 55° lugar |
| 2019 | Jennifer Lopez | Celebridades Mais Poderosas do Mundo | 76° lugar |
| 2020 | Jennifer Lopez | Celebridades Mais Poderosas do Mundo | 56° lugar |

## GLAAD Media Awards
| Ano  | Recipiente                   | Categoria                  | Resultado |
| ---- | ---------------------------- | -------------------------- | --------- |
| 2014 | Os Fosters - Família Adotiva | Série de Drama de Destaque | Venceu    |
| 2014 | Jennifer Lopez               | GLAAD Vanguard Award       | Venceu    |

## Glamour Awards
| Ano  | Recipiente     | Categoria           | Resultado |
| ---- | -------------- | ------------------- | --------- |
| 1999 | Jennifer Lopez | Mulher do Ano       | Venceu    |
| 2011 | Jennifer Lopez | Mulher do Ano       | Venceu    |
| 2012 | American Idol  | Personalidade de TV | Indicado  |

## Globo de Ouro
| Ano  | Recipiente   | Categoria                                   | Resultado |
| ---- | ------------ | ------------------------------------------- | --------- |
| 1998 | Selena       | Melhor Atriz em Filme de Musical ou Comédia | Indicado  |
| 2020 | As Golpistas | Melhor Atriz Coadjuvante em Cinema          | Indicado  |

## Grammy Awards
| Ano  | Recipiente          | Categoria             | Resultado |
| ---- | ------------------- | --------------------- | --------- |
| 2000 | Waiting for Tonight | Melhor Gravação Dance | Indicado  |
| 2001 | Let's Get Loud      | Melhor Gravação Dance | Indicado  |

## Guinness World Records
| Ano  | Recipiente                                            | Categoria                                                                       | Resultado |
| ---- | ----------------------------------------------------- | ------------------------------------------------------------------------------- | --------- |
| 1997 | Jennifer Lopez em Selena                              | Primeira Atriz Latina a Receber 1 Milhão de Dólares por um Papel                | Venceu    |
| 1999 | Jennifer Lopez                                        | Primeira Latina a ser o Rosto da Marca L'Oréal                                  | Venceu    |
| 2001 | Jennifer Lopez com O Casamento dos Meus Sonhos e J.Lo | Primeira Pessoa a ter um Filme e Álbum em #1 na Mesma Semana nos Estados Unidos | Venceu    |
| 2002 | J to tha L–O! The Remixes                             | Primeiro Álbum de Remixes a Debutar em #1 na Billboard 200                      | Venceu    |
| 2012 | On the Floor                                          | Primeiro Vídeo Feminino a Ultrapassar 500 Milhões de Views no YouTube           | Venceu    |

## Hispanic Federation Annual Gala
| Ano  | Recipiente     | Categoria      | Resultado |
| ---- | -------------- | -------------- | --------- |
| 2024 | Jennifer Lopez | Prêmio Orgulho | Venceu    |

## Hollywood Critics Association
| Ano  | Recipiente   | Categoria                | Resultado |
| ---- | ------------ | ------------------------ | --------- |
| 2020 | As Golpistas | Melhor Atriz Coadjuvante | Venceu    |

## Human Rights Campaign
| Ano  | Recipiente     | Categoria            | Resultado |
| ---- | -------------- | -------------------- | --------- |
| 2013 | Jennifer Lopez | Aliada por Igualdade | Venceu    |

## iHeartRadio

### iHeartRadio Fiesta Latina
| Ano  | Recipiente     | Categoria             | Resultado |
| ---- | -------------- | --------------------- | --------- |
| 2019 | Jennifer Lopez | Prêmio Coração Latino | Venceu    |

### iHeartRadio Music Awards
| Ano  | Recipiente     | Categoria             | Resultado |
| ---- | -------------- | --------------------- | --------- |
| 2016 | Jennifer Lopez | Maior Ameaça Tripla   | Indicado  |
| 2022 | Jennifer Lopez | Prêmio Ícone          | Venceu    |
| 2023 | Halftime       | Documentário Favorito | Indicado  |

## Imagen Awards
| Ano  | Recipiente                         | Categoria                                        | Resultado |
| ---- | ---------------------------------- | ------------------------------------------------ | --------- |
| 1998 | Selena                             | Prêmio de Imagem Duradoura                       | Venceu    |
| 2003 | Encontro de Amor                   | Melhor Atriz - Filme                             | Indicado  |
| 2016 | Jennifer Lopez                     | Latinos Poderosos e Influentes no Entretenimento | Venceu    |
| 2016 | Shades of Blue: Segredos Policiais | Melhor Atriz - Televisão                         | Indicado  |
| 2016 | Shades of Blue: Segredos Policiais | Melhor Programa de Televisão - Drama             | Indicado  |
| 2017 | Shades of Blue: Segredos Policiais | Melhor Programa de Televisão - Drama             | Indicado  |
| 2017 | Shades of Blue: Segredos Policiais | Melhor Atriz - Televisão                         | Indicado  |
| 2018 | Shades of Blue: Segredos Policiais | Melhor Atriz - Televisão                         | Indicado  |
| 2018 | Shades of Blue: Segredos Policiais | Melhor Programa de Televisão - Drama             | Indicado  |
| 2019 | Shades of Blue: Segredos Policiais | Melhor Programa de Televisão - Drama             | Indicado  |
| 2019 | Uma Nova Chance                    | Melhor Atriz - Filme                             | Indicado  |
| 2020 | As Golpistas                       | Melhor Atriz - Filme                             | Venceu    |

## Independent Spirit Awards
| Ano  | Recipiente    | Categoria                | Resultado |
| ---- | ------------- | ------------------------ | --------- |
| 1996 | Minha Família | Melhor Atriz Coadjuvante | Indicado  |
| 2020 | As Golpistas  | Melhor Atriz Coadjuvante | Indicado  |

## Indiana Film Journalists Association Awards
| Ano  | Recipiente   | Categoria                | Resultado |
| ---- | ------------ | ------------------------ | --------- |
| 2019 | As Golpistas | Melhor Filme             | Indicado  |
| 2019 | As Golpistas | Melhor Atriz Coadjuvante | Venceu    |

## IndieWire Honors
| Ano  | Recipiente | Categoria       | Resultado |
| ---- | ---------- | --------------- | --------- |
| 2024 | Imparável  | Prêmio Maverick | Venceu    |

## International Dance Music Awards
| Ano  | Recipiente                     | Categoria                        | Resultado |
| ---- | ------------------------------ | -------------------------------- | --------- |
| 2000 | Jennifer Lopez                 | Melhor Novo Artista Dance        | Venceu    |
| 2000 | Waiting for Tonight            | Melhor Vídeo Dance               | Venceu    |
| 2007 | Control Myself (com LL Cool J) | Melhor Faixa Dance Rap/Hip-Hop   | Indicado  |
| 2012 | On the Floor (com Pitbull)     | Melhor Faixa Latina/Reggaeton    | Indicado  |
| 2012 | On the Floor (com Pitbull)     | Melhor Faixa Comercial/Pop Dance | Indicado  |
| 2013 | Dance Again (com Pitbull)      | Melhor Faixa Dance Latina        | Indicado  |
| 2015 | Booty (com Iggy Azalea)        | Melhor Faixa Comercial/Pop Dance | Indicado  |

## Latin American Music Awards
| Ano  | Recipiente                                   | Categoria                 | Resultado |
| ---- | -------------------------------------------- | ------------------------- | --------- |
| 2015 | Back It Up (com Prince Royce e Pitbull)      | Canção Dance Favorita     | Indicado  |
| 2016 | El Mismo Sol (com Álvaro Soler)              | Canção Pop/Rock Favorita  | Indicado  |
| 2017 | Olvídame y Pega la Vuelta (com Marc Anthony) | Canção Tropical Favorita  | Indicado  |
| 2018 | Jennifer Lopez                               | Artista Feminina Favorita | Indicado  |
| 2018 | Jennifer Lopez: All I Have                   | Turnê Favorita            | Indicado  |
| 2019 | It's My Party                                | Turnê Favorita            | Indicado  |
| 2021 | Jennifer Lopez                               | Artista Social do Ano     | Indicado  |

## Latin Grammy Awards
| Ano  | Recipiente                              | Categoria                                             | Resultado |
| ---- | --------------------------------------- | ----------------------------------------------------- | --------- |
| 2000 | No Me Ames (com Marc Anthony)           | Melhor Performance Pop Vocal em Dupla ou Grupo do Ano | Indicado  |
| 2000 | No Me Ames (com Marc Anthony)           | Melhor Vídeo Musical - Versão Curta                   | Indicado  |
| 2015 | Back It Up (com Prince Royce e Pitbull) | Melhor Canção de Música Urbana                        | Indicado  |

## LEJA Film Awards
| Ano  | Recipiente     | Categoria                              | Resultado |
| ---- | -------------- | -------------------------------------- | --------- |
| 2020 | As Golpistas   | Melhor Filme                           | Indicado  |
| 2020 | As Golpistas   | Melhor Atriz Coadjuvante               | Venceu    |
| 2020 | Jennifer Lopez | Rita Moreno Lifetime Achievement Award | Venceu    |

## LOS40 Music Awards
| Ano  | Recipiente                            | Categoria                    | Resultado |
| ---- | ------------------------------------- | ---------------------------- | --------- |
| 2007 | Qué Hiciste                           | Melhor Canção Latina         | Indicado  |
| 2007 | Jennifer Lopez                        | Melhor Artista Latino        | Indicado  |
| 2011 | On the Floor (com Pitbull)            | Melhor Canção Internacional  | Indicado  |
| 2012 | Jennifer Lopez                        | Melhor Artista Latino        | Indicado  |
| 2013 | Jennifer Lopez                        | Melhor Artista Latino        | Indicado  |
| 2014 | Jennifer Lopez                        | Melhor Artista Latino        | Indicado  |
| 2014 | Adrenalina (com Wisin e Ricky Martin) | Melhor Música em Espanhol    | Indicado  |
| 2016 | Ain't Your Mama                       | Canção Internacional do Ano  | Indicado  |
| 2016 | Ain't Your Mama                       | Vídeo Internacional do Ano   | Indicado  |
| 2016 | Jennifer Lopez                        | Artista Internacional do Ano | Indicado  |

## Los Angeles Film Critics Association
| Ano  | Recipiente   | Categoria                | Resultado |
| ---- | ------------ | ------------------------ | --------- |
| 2019 | As Golpistas | Melhor Atriz Coadjuvante | Venceu    |

## MTV Awards

### MTV Asia Awards
| Ano  | Recipiente     | Categoria               | Resultado |
| ---- | -------------- | ----------------------- | --------- |
| 2002 | Jennifer Lopez | Melhor Artista Feminina | Indicado  |
| 2003 | Jennifer Lopez | Melhor Artista Feminina | Indicado  |
| 2004 | Jennifer Lopez | Melhor Artista Feminina | Indicado  |

### MTV Europe Music Awards
| Ano  | Recipiente                 | Categoria               | Resultado |
| ---- | -------------------------- | ----------------------- | --------- |
| 1999 | Jennifer Lopez             | Melhor Artista Novo     | Indicado  |
| 2000 | Jennifer Lopez             | Melhor Artista R&B      | Venceu    |
| 2000 | Jennifer Lopez             | Melhor Artista Feminina | Indicado  |
| 2001 | Jennifer Lopez             | Melhor Artista Feminina | Venceu    |
| 2002 | Jennifer Lopez             | Melhor Artista Feminina | Venceu    |
| 2002 | Jennifer Lopez             | Melhor Artista R&B      | Indicado  |
| 2003 | Jennifer Lopez             | Melhor Artista R&B      | Indicado  |
| 2011 | Jennifer Lopez             | Melhor Artista Feminina | Indicado  |
| 2011 | On the Floor (com Pitbull) | Melhor Canção           | Indicado  |

### MTV Movie & TV Awards
| Ano  | Recipiente                       | Categoria                         | Resultado |
| ---- | -------------------------------- | --------------------------------- | --------- |
| 1998 | Selena                           | Melhor Revelação                  | Indicado  |
| 1999 | Irresistível Paixão              | Melhor Beijo (com George Clooney) | Indicado  |
| 1999 | Melhor Atriz                     | Indicado                          |           |
| 2001 | Melhor Atriz                     | A Cela                            | Indicado  |
| 2001 | Mais Bem Vestida                 | A Cela                            | Venceu    |
| 2011 | Plano B                          | Melhor Ato Latino                 | Indicado  |
| 2015 | O Garoto da Casa ao Lado         | Melhor Performance Assustadora    | Venceu    |
| 2022 | On My Way (do filme Case Comigo) | Melhor Canção                     | Venceu    |
| 2022 | Jennifer Lopez                   | Generation Award                  | Venceu    |
| 2023 | Halftime                         | Melhor Documentário Musical       | Indicado  |

### MTV Video Music Awards
| Ano  | Recipiente                            | Categoria                            | Resultado |
| ---- | ------------------------------------- | ------------------------------------ | --------- |
| 1999 | If You Had My Love                    | Melhor Vídeo Feminino                | Indicado  |
| 1999 | If You Had My Love                    | Melhor Vídeo Pop                     | Indicado  |
| 1999 | If You Had My Love                    | Melhor Novo Artista em um Vídeo      | Indicado  |
| 1999 | If You Had My Love                    | Melhor Vídeo Dance                   | Indicado  |
| 1999 | www.jenniferlopez.com                 | Melhor Website de Artista            | Indicado  |
| 2000 | Waiting for Tonight                   | Melhor Coreografia em um Vídeo       | Indicado  |
| 2000 | Waiting for Tonight                   | Melhor Vídeo Dance                   | Venceu    |
| 2001 | Love Don't Cost a Thing               | Melhor Vídeo Dance                   | Indicado  |
| 2001 | Love Don't Cost a Thing               | Melhor Vídeo Feminino                | Indicado  |
| 2002 | I'm Real (Murder Remix) (com Ja Rule) | Melhor Vídeo de Hip-Hop              | Venceu    |
| 2003 | I'm Glad                              | Melhor Vídeo Feminino                | Indicado  |
| 2003 | I'm Glad                              | Melhor Direção de Arte               | Indicado  |
| 2003 | I'm Glad                              | Melhor Coreografia em um Vídeo       | Indicado  |
| 2003 | I'm Glad                              | Melhor Vídeo Dance                   | Indicado  |
| 2005 | Get Right                             | Melhor Vídeo Dance                   | Indicado  |
| 2005 | Get Right                             | Melhor Direção                       | Indicado  |
| 2005 | Get Right                             | Melhor Edição                        | Indicado  |
| 2005 | Get Right                             | Melhor Coreografia em um Vídeo       | Indicado  |
| 2012 | Jennifer Lopez                        | Melhor Artista Latino                | Indicado  |
| 2012 | Dance Again (com Pitbull)             | Melhor Coreografia em um Vídeo       | Indicado  |
| 2013 | Live It Up (com Pitbull)              | Melhor Coreografia em um Vídeo       | Indicado  |
| 2018 | Dinero (com DJ Khaled e Cardi B)      | Melhor Vídeo Latino                  | Indicado  |
| 2018 | Dinero (com DJ Khaled e Cardi B)      | Melhor Colaboração                   | Venceu    |
| 2018 | Jennifer Lopez                        | Michael Jackson Video Vanguard Award | Venceu    |

### MTV Video Music Awards Japan
| Ano  | Recipiente                                     | Categoria             | Resultado |
| ---- | ---------------------------------------------- | --------------------- | --------- |
| 2003 | Jenny from the Block (com Jadakiss e Styles P) | Melhor Vídeo Feminino | Indicado  |
| 2005 | Get Right                                      | Melhor Vídeo Feminino | Indicado  |
| 2014 | Live It Up (com Pitbull)                       | Melhor Colaboração    | Indicado  |

## NAACP Image Awards
| Ano  | Recipiente       | Categoria                               | Resultado |
| ---- | ---------------- | --------------------------------------- | --------- |
| 2003 | Encontro de Amor | Atriz de Destaque em Cinema             | Indicado  |
| 2020 | As Golpistas     | Atriz Coadjuvante de Destaque em Cinema | Indicado  |

## NAMIC Vision Awards
| Ano  | Recipiente                         | Categoria                  | Resultado |
| ---- | ---------------------------------- | -------------------------- | --------- |
| 2018 | Shades of Blue: Segredos Policiais | Melhor Performance - Drama | Indicado  |

## National Film & TV Awards
| Ano  | Recipiente   | Categoria    | Resultado |
| ---- | ------------ | ------------ | --------- |
| 2019 | As Golpistas | Melhor Atriz | Venceu    |

## National Film Registry
| Ano  | Recipiente    | Categoria                                      | Resultado |
| ---- | ------------- | ---------------------------------------------- | --------- |
| 2021 | Selena        | Introdução à Biblioteca do Congresso Americano | Venceu    |
| 2024 | Minha Família | Introdução à Biblioteca do Congresso Americano | Venceu    |

## Nickelodeon Kids' Choice Awards
| Ano  | Recipiente                                     | Categoria                            | Resultado |
| ---- | ---------------------------------------------- | ------------------------------------ | --------- |
| 2000 | Jennifer Lopez                                 | Novo Artista Musical Favorito        | Venceu    |
| 2000 | Jennifer Lopez                                 | Cantora Feminina Favorita            | Indicado  |
| 2001 | Jennifer Lopez                                 | Cantora Feminina Favorita            | Indicado  |
| 2002 | Jennifer Lopez                                 | Cantora Feminina Favorita            | Indicado  |
| 2002 | O Casamento dos Meus Sonhos                    | Atriz de Filme Favorita              | Venceu    |
| 2003 | Encontro de Amor                               | Atriz de Filme Favorita              | Indicado  |
| 2003 | Jenny from the Block (com Jadakiss e Styles P) | Canção Favorita                      | Indicado  |
| 2003 | Jennifer Lopez                                 | Cantora Feminina Favorita            | Indicado  |
| 2004 | Jennifer Lopez                                 | Cantora Feminina Favorita            | Indicado  |
| 2016 | Cada Um na Sua Casa                            | Voz Favorita de um Filme de Animação | Indicado  |
| 2019 | World of Dance                                 | Jurados de TV Favoritos              | Indicado  |

## NME Awards
| Ano  | Recipiente   | Categoria    | Resultado |
| ---- | ------------ | ------------ | --------- |
| 2020 | As Golpistas | Melhor Filme | Indicado  |

## NRJ Music Awards
| Ano  | Recipiente                | Categoria                             | Resultado |
| ---- | ------------------------- | ------------------------------------- | --------- |
| 2001 | Jennifer Lopez            | Artista Feminina Internacional do Ano | Indicado  |
| 2002 | Jennifer Lopez            | Artista Feminina Internacional do Ano | Venceu    |
| 2003 | Jennifer Lopez            | Artista Feminina Internacional do Ano | Indicado  |
| 2003 | J to tha L–O! The Remixes | Álbum Internacional do Ano            | Indicado  |
| 2003 | JenniferLopez.com         | Website de Música do Ano              | Venceu    |

## Odyssey Awards
| Ano  | Recipiente   | Categoria                | Resultado |
| ---- | ------------ | ------------------------ | --------- |
| 2019 | As Golpistas | Melhor Atriz Coadjuvante | Venceu    |

## Oklahoma Film Critics Circle
| Ano  | Recipiente   | Categoria                | Resultado |
| ---- | ------------ | ------------------------ | --------- |
| 2019 | As Golpistas | Melhor Atriz Coadjuvante | Venceu    |

## Online Film Critics Society
| Ano  | Recipiente   | Categoria                | Resultado |
| ---- | ------------ | ------------------------ | --------- |
| 2020 | As Golpistas | Melhor Atriz Coadjuvante | Venceu    |

## People's Choice Awards
| Ano  | Recipiente                         | Categoria                           | Resultado |
| ---- | ---------------------------------- | ----------------------------------- | --------- |
| 2002 | Olhar de Anjo                      | Atriz de Filme Favorita             | Indicado  |
| 2003 | Jennifer Lopez                     | Artista Feminina Favorita           | Indicado  |
| 2005 | Jennifer Lopez                     | Melhor Sorriso                      | Indicado  |
| 2013 | American Idol                      | Celebridade Jurada Favorita         | Indicado  |
| 2015 | Jennifer Lopez                     | Artista Pop Favorita                | Indicado  |
| 2016 | O Garoto da Casa ao Lado           | Atriz de Filme Dramático Favorita   | Indicado  |
| 2016 | O Garoto da Casa ao Lado           | Filme de Terror Favorito            | Indicado  |
| 2017 | Shades of Blue: Segredos Policiais | Atriz de TV de Crime/Drama Favorita | Venceu    |
| 2019 | It's My Party Tour                 | Turnê Favorita                      | Indicado  |
| 2019 | Jennifer Lopez                     | Estrela do Estilo Favorita          | Indicado  |
| 2020 | Jennifer Lopez                     | Prêmio Ícone                        | Venceu    |
| 2022 | Case Comigo                        | Filme de Comédia do Ano             | Indicado  |
| 2022 | Case Comigo                        | Estrela Feminina de Filme do Ano    | Indicado  |
| 2022 | Case Comigo                        | Estrela de Filme de Comédia do Ano  | Indicado  |

## People Magazine
| Ano  | Recipiente     | Categoria                                  | Resultado |
| ---- | -------------- | ------------------------------------------ | --------- |
| 2014 | Jennifer Lopez | Ameaça Tripla (Atriz, Produtora e Cantora) | Venceu    |

## Pollstar Awards
| Ano  | Recipiente                 | Categoria                         | Resultado |
| ---- | -------------------------- | --------------------------------- | --------- |
| 2019 | Jennifer Lopez: All I Have | Melhor Show Residente             | Indicado  |
| 2020 | It's My Party Tour         | Melhor Turnê Latina               | Venceu    |
| 2021 | Jennifer Lopez             | Artista Latina de Turnê da Década | Venceu    |

## Premios Juventud
| Ano  | Recipiente                              | Categoria                                  | Resultado |
| ---- | --------------------------------------- | ------------------------------------------ | --------- |
| 2004 | No Me Ames (com Marc Anthony)           | Canção Mais Cativante                      | Indicado  |
| 2004 | Jennifer Lopez                          | Melhores Movimentos                        | Indicado  |
| 2004 | Jennifer Lopez                          | Voz do Momento                             | Indicado  |
| 2004 | Jennifer Lopez                          | Ela Rouba a Cena                           | Indicado  |
| 2004 | Jennifer Lopez                          | Garota dos Sonhos                          | Indicado  |
| 2004 | Jennifer Lopez                          | Ídolo                                      | Indicado  |
| 2004 | Jennifer Lopez                          | Ela é Totalmente Tapete Vermelho           | Venceu    |
| 2004 | Jennifer Lopez                          | Alvo Favorito dos Paparazzi                | Indicado  |
| 2004 | Jennifer Lopez e Marc Anthony           | Alvo Favorito dos Paparazzi                | Venceu    |
| 2004 | Jennifer Lopez e Marc Anthony           | Duo Dinâmico                               | Indicado  |
| 2004 | Jennifer Lopez e Marc Anthony           | Romance Mais Quente                        | Indicado  |
| 2004 | Jennifer Lopez e Ben Affleck            | Romance Mais Quente                        | Indicado  |
| 2005 | Jennifer Lopez e Marc Anthony           | Romance Mais Quente                        | Indicado  |
| 2005 | Escapémonos (com Marc Anthony)          | Duo Dinâmico                               | Indicado  |
| 2005 | Jennifer Lopez                          | Alvo Favorito dos Paparazzi                | Indicado  |
| 2005 | Jennifer Lopez                          | Ela Rouba a Cena                           | Venceu    |
| 2005 | Jennifer Lopez                          | Ela Tem Estilo                             | Venceu    |
| 2006 | Jennifer Lopez                          | Ela Tem Estilo                             | Indicado  |
| 2006 | Um Lugar para Recomeçar                 | Ela Rouba a Cena                           | Indicado  |
| 2007 | Jennifer Lopez                          | Alvo Favorito dos Paparazzi                | Indicado  |
| 2007 | Jennifer Lopez                          | Garota dos Sonhos                          | Venceu    |
| 2007 | Jennifer Lopez                          | Ela Tem Estilo                             | Venceu    |
| 2008 | Jennifer Lopez                          | Ela Tem Estilo                             | Venceu    |
| 2008 | Jennifer Lopez                          | Garota dos Sonhos                          | Venceu    |
| 2008 | Jennifer Lopez                          | Alvo Favorito dos Paparazzi                | Venceu    |
| 2008 | Jennifer Lopez e Marc Anthony           | Romance Tórrido                            | Indicado  |
| 2008 | El Cantante                             | Filme Favorito                             | Indicado  |
| 2008 | El Cantante                             | Ela Rouba o Show                           | Indicado  |
| 2009 | Jennifer Lopez                          | Ela Tem Estilo                             | Venceu    |
| 2011 | On the Floor (com Pitbull)              | Combinação Perfeita                        | Indicado  |
| 2011 | Jennifer Lopez                          | Atriz que Rouba a Tela                     | Indicado  |
| 2013 | Jennifer Lopez                          | Atriz Favorita                             | Venceu    |
| 2013 | Jennifer Lopez                          | Ícone Global                               | Venceu    |
| 2014 | Adrenalina (com Wisin e Ricky Martin)   | Combinação Perfeita                        | Indicado  |
| 2015 | O Garoto da Casa ao Lado                | Filme Favorito                             | Venceu    |
| 2015 | O Garoto da Casa ao Lado                | Ela Rouba o Show                           | Venceu    |
| 2016 | Back It Up (com Prince Royce e Pitbull) | Combinação Perfeita                        | Indicado  |
| 2016 | Jennifer Lopez                          | Celebridade Favorita no Twitter            | Indicado  |
| 2016 | Jennifer Lopez                          | Ela Rouba o Show                           | Venceu    |
| 2019 | Jennifer Lopez                          | Celebridade das Redes Sociais              | Indicado  |
| 2019 | Jennifer Lopez                          | Melhor Estilo Urbano                       | Indicado  |
| 2019 | Jennifer Lopez                          | Melhor Cabelo                              | Indicado  |
| 2019 | Jennifer Lopez e Alex Rodriguez         | Casal que Chamou Atenção nas Redes Sociais | Indicado  |
| 2020 | Jennifer Lopez                          | Estrela Viciante                           | Indicado  |
| 2020 | Jennifer Lopez                          | Melhor Cabelo                              | Indicado  |
| 2020 | Jennifer Lopez                          | Alta Costura                               | Indicado  |

## Premio Lo Nuestro
| Ano  | Recipiente                             | Categoria                 | Resultado |
| ---- | -------------------------------------- | ------------------------- | --------- |
| 2000 | Jennifer Lopez e Marc Anthony          | Duo Pop ou Grupo do Ano   | Indicado  |
| 2000 | Jennifer Lopez                         | Artista Pop Feminina      | Indicado  |
| 2000 | Jennifer Lopez                         | Novo Artista Pop do Ano   | Indicado  |
| 2008 | Jennifer Lopez                         | Novo Artista Pop do Ano   | Venceu    |
| 2013 | Follow the Leader (com Wisin & Yandel) | Vídeo do Ano              | Indicado  |
| 2015 | Adrenalina (com Wisin e Ricky Martin)  | Vídeo do Ano              | Indicado  |
| 2015 | Adrenalina (com Wisin e Ricky Martin)  | Colaboração Urbana do Ano | Indicado  |
| 2015 | Adrenalina (com Wisin e Ricky Martin)  | Canção Urbana do Ano      | Indicado  |
| 2019 | Jennifer Lopez                         | Artista Social do Ano     | Indicado  |
| 2021 | Jennifer Lopez                         | Artista Pop do Ano        | Indicado  |

## Premios Odeón
| Ano  | Recipiente     | Categoria                      | Resultado |
| ---- | -------------- | ------------------------------ | --------- |
| 1999 | Jennifer Lopez | Melhor Solista Latina Feminina | Indicado  |
| 2000 | On the 6       | Melhor Álbum Internacional     | Indicado  |
| 2001 | Jennifer Lopez | Melhor Solista Latina Feminina | Indicado  |
| 2007 | Jennifer Lopez | Artista Latino Mais Vendido    | Venceu    |
| 2007 | Qué Hiciste    | Canção Mais Baixada            | Indicado  |
| 2007 | Qué Hiciste    | Toque Mais Baixado             | Indicado  |

## Radio Disney Music Awards
| Ano  | Recipiente     | Categoria         | Resultado |
| ---- | -------------- | ----------------- | --------- |
| 2015 | Jennifer Lopez | Prêmio de Heroína | Venceu    |

## San Francisco Film Critics Circle
| Ano  | Recipiente   | Categoria                | Resultado |
| ---- | ------------ | ------------------------ | --------- |
| 2019 | As Golpistas | Melhor Atriz Coadjuvante | Venceu    |

## Satellite Awards
| Ano  | Recipiente   | Categoria                          | Resultado |
| ---- | ------------ | ---------------------------------- | --------- |
| 2020 | As Golpistas | Melhor Filme de Musical ou Comédia | Indicado  |
| 2020 | As Golpistas | Melhor Atriz Coadjuvante em Cinema | Venceu    |

## Saturn Awards
| Ano  | Recipiente | Categoria    | Resultado |
| ---- | ---------- | ------------ | --------- |
| 1998 | Anaconda   | Melhor Atriz | Indicado  |
| 2001 | A Cela     | Melhor Atriz | Indicado  |

## Screen Actors Guild Awards
| Ano  | Recipiente   | Categoria                | Resultado |
| ---- | ------------ | ------------------------ | --------- |
| 2020 | As Golpistas | Melhor Atriz Coadjuvante | Indicado  |

## Seattle Film Critics Society
| Ano  | Recipiente   | Categoria                | Resultado |
| ---- | ------------ | ------------------------ | --------- |
| 2019 | As Golpistas | Melhor Atriz Coadjuvante | Venceu    |

## Soul Train Music Awards
| Ano  | Recipiente | Categoria                      | Resultado |
| ---- | ---------- | ------------------------------ | --------- |
| 2000 | On the 6   | Melhor Álbum R&B/Soul Feminino | Indicado  |

## Teen Choice Awards
| Ano  | Recipiente                                                 | Categoria                                                  | Resultado |
| ---- | ---------------------------------------------------------- | ---------------------------------------------------------- | --------- |
| 1999 | If You Had My Love                                         | Melhor Canção do Verão                                     | Venceu    |
| 1999 | Jennifer Lopez                                             | Artista Revelação                                          | Indicado  |
| 2000 | Jennifer Lopez                                             | Hottie Feminina                                            | Indicado  |
| 2000 | Jennifer Lopez                                             | Artista Feminina                                           | Indicado  |
| 2001 | Jennifer Lopez                                             | Artista Feminina                                           | Indicado  |
| 2001 | Jennifer Lopez                                             | Hottie Feminina                                            | Venceu    |
| 2001 | Play                                                       | Melhor Faixa Dance                                         | Venceu    |
| 2001 | O Casamento dos Meus Sonhos                                | Escolha de Melhor Química (com Matthew McConaughey)        | Indicado  |
| 2001 | Love Don't Cost a Thing                                    | Escolha de Melhor Single Musical                           | Indicado  |
| 2001 | J.Lo                                                       | Escolha de Melhor Álbum                                    | Indicado  |
| 2002 | Jennifer Lopez                                             | Hottie Feminina                                            | Indicado  |
| 2002 | Jennifer Lopez                                             | Artista Feminina                                           | Indicado  |
| 2002 | Ain't It Funny (Murder Remix) (com Ja Rule e Cadillac Tah) | Escolha de Melhor Colaboração                              | Indicado  |
| 2002 | Ain't It Funny (Murder Remix) (com Ja Rule e Cadillac Tah) | Escolha de Melhor Single Musical                           | Indicado  |
| 2002 | Ain't It Funny (Murder Remix) (com Ja Rule e Cadillac Tah) | Melhor Single R&B/Hip-Hop/Rap                              | Venceu    |
| 2002 | Nunca Mais                                                 | Escolha de Melhor Atriz em Filme de Drama/Ação ou Aventura | Indicado  |
| 2003 | Encontro de Amor                                           | Escolha de Melhor Atriz - Comédia                          | Indicado  |
| 2003 | Encontro de Amor                                           | Escolha de Mentirosa em Filme                              | Indicado  |
| 2003 | Encontro de Amor                                           | Escolha de Melhor Beijo em Filme (com Ralph Fiennes)       | Indicado  |
| 2003 | All I Have (com LL Cool J)                                 | Escolha de Melhor Colaboração                              | Indicado  |
| 2003 | All I Have (com LL Cool J)                                 | Escolha de Melhor Single Musical                           | Indicado  |
| 2003 | I'm Glad                                                   | Escolha de Melhor Canção de Amor                           | Indicado  |
| 2003 | This Is Me... Then                                         | Escolha de Melhor Álbum                                    | Indicado  |
| 2003 | Jennifer Lopez                                             | Escolha de Melhor Artista Crossover                        | Indicado  |
| 2003 | Jennifer Lopez                                             | Hottie Feminina                                            | Indicado  |
| 2003 | Jennifer Lopez                                             | Escolha de Melhor Artista R&B/Hip-Hop                      | Venceu    |
| 2003 | Jennifer Lopez                                             | Escolha de Ícone Fashion                                   | Venceu    |
| 2003 | Jennifer Lopez                                             | Artista Feminina                                           | Indicado  |
| 2004 | Jennifer Lopez                                             | Artista Feminina                                           | Indicado  |
| 2005 | Get Right                                                  | Escolha de Melhor Música para Iniciar uma Festa            | Indicado  |
| 2005 | Get Right                                                  | Escolha de Melhor Faixa R&B/Hip-Hop                        | Indicado  |
| 2005 | A Sogra                                                    | Escolha de Melhor Química (com Jane Fonda)                 | Indicado  |
| 2005 | A Sogra                                                    | Escolha de Melhor Atriz em Filme - Comédia                 | Indicado  |
| 2005 | Dança Comigo?                                              | Escolha de Melhor Cena de Dança (com Richard Gere)         | Indicado  |
| 2005 | Jennifer Lopez                                             | Escolha de Ícone Fashion no Tapete Vermelho                | Indicado  |
| 2010 | Plano B                                                    | Melhor Comédia Romântica                                   | Indicado  |
| 2010 | Plano B                                                    | Melhor Atriz de Comédia Romântica                          | Indicado  |
| 2011 | Jennifer Lopez                                             | Escolha de Ícone Fashion no Tapete Vermelho                | Indicado  |
| 2011 | American Idol                                              | Escolha de TV: Personalidade                               | Venceu    |
| 2012 | American Idol                                              | Personalidade Feminina de TV                               | Venceu    |
| 2012 | O Que Esperar Quando Você Está Esperando                   | Escolha de Melhor Atriz de Comédia                         | Indicado  |
| 2012 | Dance Again (com Pitbull)                                  | Escolha de Melhor Single Musical Feminino                  | Indicado  |
| 2012 | Jennifer Lopez                                             | Escolha de Ícone Fashion                                   | Indicado  |
| 2012 | Jennifer Lopez                                             | Escolha de Artista Feminina do Verão                       | Indicado  |
| 2012 | Jennifer Lopez                                             | Escolha de Artista Feminina                                | Indicado  |
| 2013 | Os Fosters - Família Adotiva                               | Escolha de Melhor Programa Novo na TV                      | Venceu    |
| 2014 | American Idol                                              | Personalidade Feminina de TV                               | Indicado  |
| 2016 | Shades of Blue: Segredos Policiais                         | Escolha de TV: Drama                                       | Indicado  |
| 2016 | Shades of Blue: Segredos Policiais                         | Escolha de Melhor Atriz de TV: Drama                       | Indicado  |
| 2018 | Dinero (com DJ Khaled e Cardi B)                           | Escolha de Melhor Canção Latina                            | Indicado  |

## The Wall Street Journal
| Ano  | Recipiente     | Categoria                       | Resultado |
| ---- | -------------- | ------------------------------- | --------- |
| 2020 | Jennifer Lopez | Inovadora da Cultura Pop do Ano | Venceu    |

## TIME
| Ano  | Recipiente     | Categoria                                           | Resultado |
| ---- | -------------- | --------------------------------------------------- | --------- |
| 2018 | Jennifer Lopez | 100 Pessoas Mais Influentes do Mundo - Seção Ícones | Venceu    |

## UNESCO
| Ano  | Recipiente              | Categoria             | Resultado |
| ---- | ----------------------- | --------------------- | --------- |
| 2012 | Lopez Family Foundation | Trabalho Filantrópico | Venceu    |

## Variety
| Ano  | Recipiente              | Categoria          | Resultado |
| ---- | ----------------------- | ------------------ | --------- |
| 2014 | Lopez Family Foundation | Poder das Mulheres | Venceu    |

## Vevo Certified Awards
| Ano  | Recipiente                                          | Categoria                            | Resultado |
| ---- | --------------------------------------------------- | ------------------------------------ | --------- |
| 2011 | On the Floor (com Pitbull)                          | Mais de 100 Milhões de Visualizações | Venceu    |
| 2011 | I'm Into You (com Lil Wayne)                        | Venceu                               |           |
| 2012 | Dance Again (com Pitbull)                           | Venceu                               |           |
| 2012 | Follow the Leader (com Wisin & Yandel)              | Venceu                               |           |
| 2013 | Goin' In (com Flo Rida)                             | Venceu                               |           |
| 2014 | Live It Up (com Pitbull)                            | Venceu                               |           |
| 2014 | Papi                                                | Venceu                               |           |
| 2014 | We Are One (Ole Ola) (com Pitbull e Claudia Leitte) | Venceu                               |           |
| 2014 | Adrenalina (com Wisin e Ricky Martin)               | Venceu                               |           |
| 2015 | Booty (com Iggy Azalea)                             | Venceu                               |           |
| 2015 | Back It Up (com Prince Royce e Pitbull)             | Venceu                               |           |
| 2016 | I Luh Ya Papi (com French Montana)                  | Venceu                               |           |
| 2016 | Ain't Your Mama                                     | Venceu                               |           |
| 2018 | All I Have (com LL Cool J)                          | Venceu                               |           |
| 2018 | I'm Real (Murder Remix) (com Ja Rule)               | Venceu                               |           |
| 2018 | El Anillo                                           | Venceu                               |           |
| 2018 | Se Acabó el Amor (com Abraham Mateo e Yandel)       | Venceu                               |           |
| 2018 | Get Right                                           | Venceu                               |           |
| 2018 | Jenny from the Block                                | Venceu                               |           |
| 2019 | Dinero (com DJ Khaled e Cardi B)                    | Venceu                               |           |
| 2019 | No Me Ames (com Marc Anthony)                       | Venceu                               |           |
| 2019 | Love Don't Cost a Thing                             | Venceu                               |           |
| 2019 | Ni Tú Ni Yo (com Gente de Zona)                     | Venceu                               |           |
| 2020 | Amor, Amor, Amor (com Wisin)                        | Venceu                               |           |
| 2020 | If You Had My Love                                  | Venceu                               |           |
| 2020 | Ain't It Funny                                      | Venceu                               |           |
| 2020 | Let's Get Loud                                      | Venceu                               |           |
| 2021 | Pa' Ti + Lonely (com Maluma)                        | Venceu                               |           |
| 2021 | Te Guste (com Bad Bunny)                            | Venceu                               |           |
| 2024 | Waiting for Tonight                                 | Venceu                               |           |
| 2025 | Escapémonos (Grammys on CBS) (com Marc Anthony)     | Venceu                               |           |

## VH1/Vogue Fashion Awards
| Ano  | Recipiente     | Categoria                     | Resultado |
| ---- | -------------- | ----------------------------- | --------- |
| 1999 | Jennifer Lopez | Artista Feminina Mais Fashion | Venceu    |
| 2000 | Jennifer Lopez | Prêmio Versace                | Venceu    |
| 2002 | Jennifer Lopez | Artista Mais Influente        | Venceu    |

## Washington D.C. Area Film Critics Association
| Ano  | Recipiente   | Categoria                | Resultado |
| ---- | ------------ | ------------------------ | --------- |
| 2019 | As Golpistas | Melhor Atriz Coadjuvante | Venceu    |

## Women in Film Crystal + Lucy Awards
| Ano  | Recipiente     | Categoria      | Resultado |
| ---- | -------------- | -------------- | --------- |
| 2006 | Jennifer Lopez | Prêmio Crystal | Venceu    |

## World Music Awards
| Ano  | Recipiente                         | Categoria                                        | Resultado |
| ---- | ---------------------------------- | ------------------------------------------------ | --------- |
| 2002 | Jennifer Lopez                     | Artista Latina Feminina que Mais Vendeu no Mundo | Venceu    |
| 2005 | Jennifer Lopez                     | Artista Pop Feminina que Mais Vendeu no Mundo    | Indicado  |
| 2007 | Jennifer Lopez                     | Artista Latina Feminina que Mais Vendeu no Mundo | Indicado  |
| 2010 | Jennifer Lopez                     | Prêmio Legend                                    | Venceu    |
| 2014 | Jennifer Lopez                     | Melhor Ato ao Vivo do Mundo                      | Indicado  |
| 2014 | Jennifer Lopez                     | Melhor Entertainer do Mundo do Ano               | Indicado  |
| 2014 | Jennifer Lopez                     | Melhor Artista Feminina do Mundo                 | Indicado  |
| 2014 | I Luh Ya Papi (com French Montana) | Melhor Vídeo do Mundo                            | Indicado  |
| 2014 | I Luh Ya Papi (com French Montana) | Melhor Música do Mundo                           | Indicado  |
| 2014 | Live It Up (com Pitbull)           | Melhor Música do Mundo                           | Indicado  |
| 2014 | Live It Up (com Pitbull)           | Melhor Vídeo do Mundo                            | Indicado  |